# Ben Zwiehoff
Ben Zwiehoff (Essen, 22 febbraio 1994) è un ciclista su strada e mountain biker tedesco che corre per il team Red Bull-Bora-Hansgrohe. Professionista su strada dal 2021, è stato in precedenza attivo nel cross country.

## Palmarès

### Strada

#### Altri successi
- 2025 (Red Bull-Bora-Hansgrohe)

Classifica scalatori Giro di Romandia

### MTB
- 2014[1]

Schopp (Under-23)
- 2016[1]

KMC MRB Bundesliga - Rad am Ring, Cross country (Nürburgring)
KMC MRB Bundesliga - Ortenberg, Cross country (Ortenberg)
Alanya MTB Cup, Cross country (Alanya)
- 2017[1]

Internationale Trophy Velo Solingen, Cross country (Solingen)
- 2018[1]

BIA Mountainbike-Cup Solingen, Cross country (Solingen)

## Piazzamenti

### Grandi Giri
- Giro d'Italia

2022: 51º
- Vuelta a España

2021: 47º
2023: 35º

### Competizioni mondiali
- Campionati del mondo di mountain bike[1]

Champéry 2011 - Cross country Juniores: 17º
Saalfelden 2012 - Cross country Juniores: 12º
Vallnord 2015 - Staffetta mista: 5º
Vallnord 2015 - Cross country Under-23: ritirato
Nové Město na Moravě 2016 - Staffetta mista: 4º
Nové Město na Moravě 2016 - Cross country Under-23: 7º
Cairns 2017 - Cross country Elite: 49º
Lenzerheide 2018 - Cross country Elite: 30º
Mont-Sainte-Anne 2019 - Cross country Elite: 56º

### Competizioni continentali
- Campionati europei di mountain bike[1]

Mosca 2012 - Cross country Juniores: 19º
St. Wendel 2014 - Staffetta mista: 2º
St. Wendel 2014 - Cross country Under-23: 8º
Chies d'Alpago 2015 - Staffetta mista: vincitore
Chies d'Alpago 2015 - Cross country Under-23: 7º
Huskvarna 2016 - Staffetta mista: 3º
Huskvarna 2016 - Cross country Under-23: 4º
Darfo Boario Terme 2017 - Staffetta mista: 4º
Darfo Boario Terme 2017 - Cross country Elite: 20º
Glasgow 2018 - Cross country Elite: 15º
Brno 2019 - Staffetta mista: 4º
Brno 2019 - Cross country Elite: 13º